# Hiroshi Miyazawa
Hiroshi Miyazawa (født 22. november 1970) er en tidligere japansk fodboldspiller.
Han har spillet for flere forskellige klubber i sin karriere, herunder JEF United Ichihara, Bellmare Hiratsuka og Sanfrecce Hiroshima.